# 이즈이촌
이즈이촌(井随村)은 니가타현 니시칸바라군에 설치되었던 촌이다.